# Melting pot

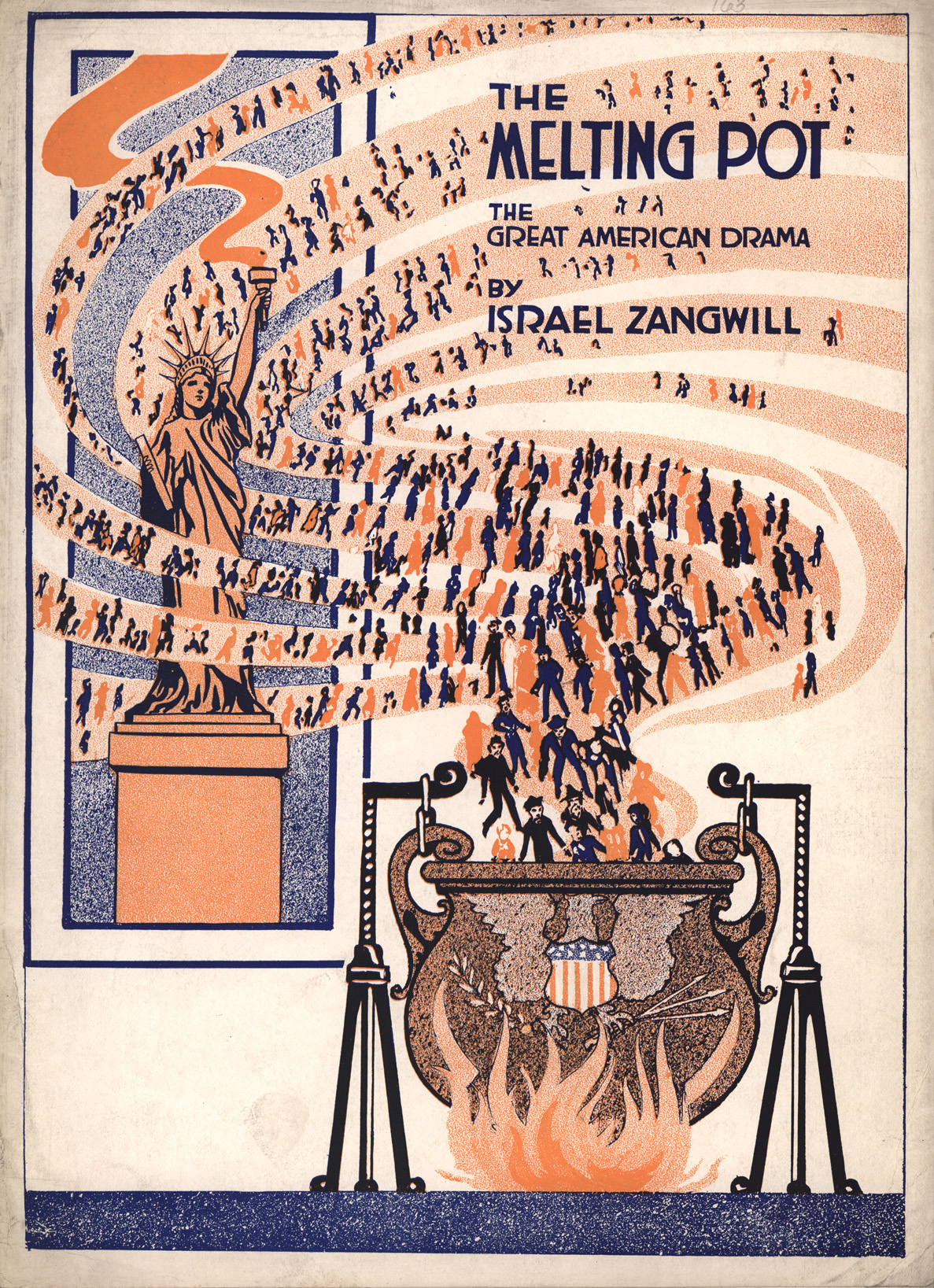
Gli USA raffigurati come "crogiolo" nella commedia del 1908 The Melting Pot.

Melting pot (tradotto in italiano come "crogiolo", "calderone") è l'espressione che si usa per indicare quel tipo di società cosmopolita che permette la commistione di individui di origini, religioni e culture diverse con il risultato di costruire un'identità condivisa, favorendo così la convivenza di gruppi etnici differenti.
L'immagine del "crogiolo" associata agli statunitensi fu impiegata per la prima volta dal drammaturgo Israel Zangwill nell'opera The Melting Pot, pubblicata nel 1908
e che affronta il tema dei ghetti ebraici negli USA.
L'espressione è utilizzata soprattutto per descrivere la società degli Stati Uniti d'America, una nazione fondata dall'unione di ex colonie di diverse origini nazionali (inglesi, olandesi, francesi, spagnole) e identità religiose (anglicani, calvinisti, battisti, quaccheri, cattolici), situazione successivamente approfondita dall'immigrazione europea del XIX e XX secolo e dalla conseguente americanizzazione, contemporanea alla Prima Guerra Mondiale. 
Melting pot è anche uno dei nomignoli della città di New York, in ragione del fatto che una caratteristica della metropoli è la convivenza, seppur spesso in condizioni e luoghi diversi, di persone di culture tra loro molto diverse, come in un grosso calderone.